# سیارک ۱۹۴۹۸۲
سیارک ۱۹۴۹۸۲ (به انگلیسی: 194982 Furia، نامگذاری:2002BH)۱۹۴۹۸۲مین سیارک کشف شده‌است که در ۱۹ ژانویه ۲۰۰۲ کشف شد.